# キンストン (ノースカロライナ州)
キンストン（英: Kinston）は、アメリカ合衆国ノースカロライナ州の都市。レノア郡の郡庁所在地である。人口は1万9900人（2020年）。ノースカロライナ州のインナーバンクス地域に位置している。
キンストン市内にはノースカロライナ・グローバル・トランスパークがある。これは州がレノア郡に開発した空港と工業団地の複合体である。その他、グレンジャー・スタジアム、知的障碍者のための支援と宿舎を提供するキャズウェル・センター、レノア記念病院もある。キンストンのビル・フェイ・パークでは、毎年10月第1週末にアレン・ピアソン基金ソフトボール選手権を開催している。毎年開催される祭としてはピアソン・パークで行われるサンド・イン・ザ・ストリーツのコンサート・シリーズ、ニューズウェイ・パークにあって人気のある列車の旅、自然センターとプラネタリウム、およびフェスティバル・オン・ザ・ニュースがある。
2009年、キンストンは権威ある全米都市賞を受賞した。その前の1988年にも受賞しており、21年ぶり2度目の快挙だった。

## 歴史

### 開拓初期

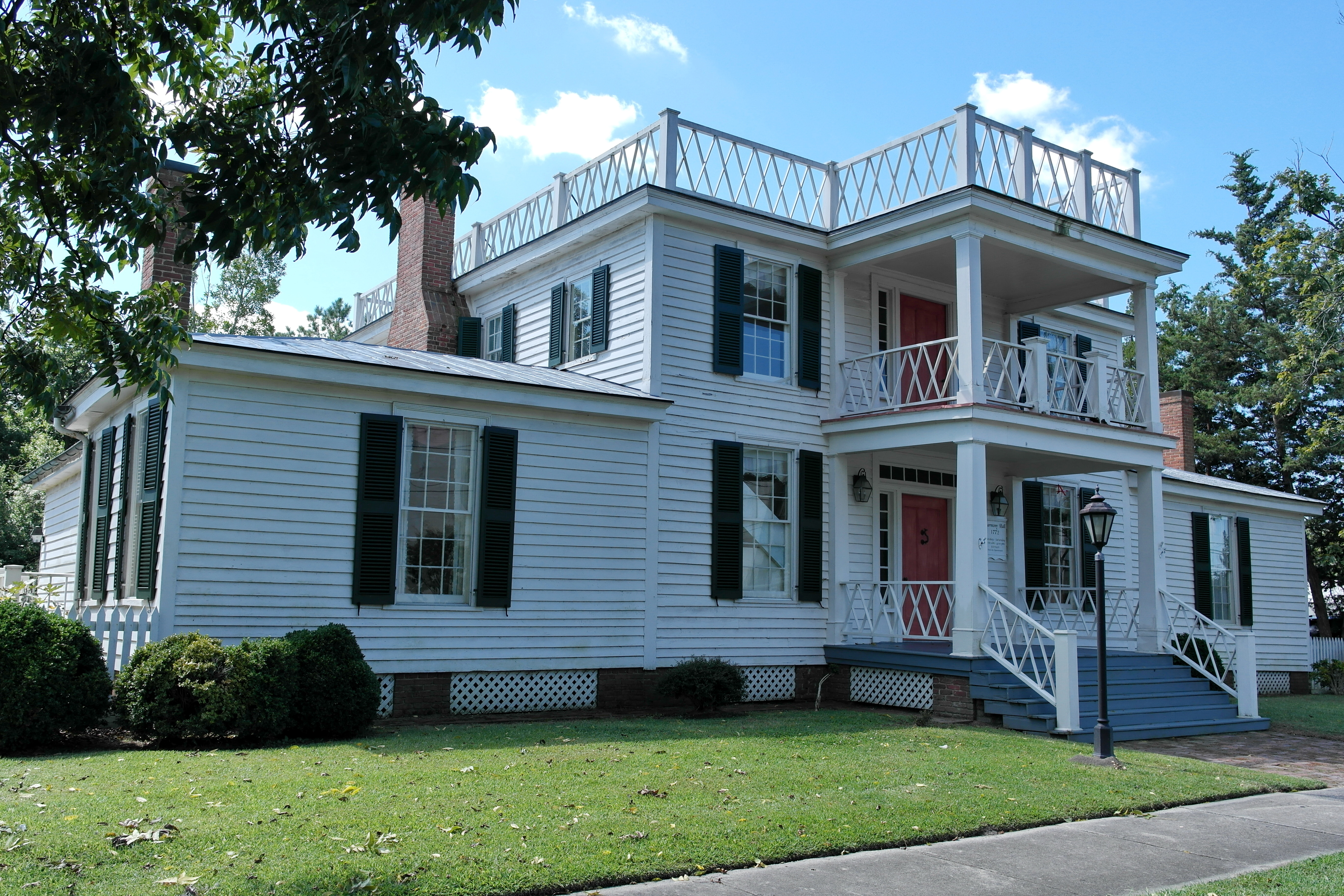
ハーモニー・ホール、キンストンでは最古の建物、ノースカロライナ州の初代知事リチャード・キャズウェルが所有していた

イングランド人がこの地に入植してきた時は、ニューシオク族インディアンが地域を占有していた。それ以前の数千年間では、様々な文化を持った先住インディアン部族が住んでいた。イングランド人開拓者が町を設立する以前、この地域はアトキンス・バンクと呼ばれ、ニュース川のすぐ上にあるロバート・アトキンスが所有していた崖のことを指していた。アトキンス・バンクには農園、タバコの倉庫、イングランド国教会の伝道所があった。
キンストンは1762年12月、ノースカロライナ州議会の法によって創設され、当時イギリス王に就位してから間もなかったジョージ3世の栄誉を称え、キングストンと名付けられた。この町を法人化する法はリチャード・キャズウェルが提出し、キャズウェルはここを本拠地とし、後の1776年から1780年までノースカロライナ州の初代知事となった。アメリカ独立戦争にアメリカが勝利した後の1784年、住民は市名をキンストンに改名して、国王への忠誠を否認する姿勢を示した。1833年、キンストンは短期間キャズウェル州知事に敬意を表してキャズウェルと改名されたが、翌年にはキンストンに戻された。
町を設計するために指名されたコミッショナー達が、番号付けられた区画に「予約」を受け付け始めた。その区画を維持するために、予約者は3年以内に指定された大きさのレンガ造り家屋を建てることが求められ、それができなければ土地の権利を失うことになっていた。町はイースト、ノース、サウスと名付けられた通りが境界となって区画割りされ、西側の境界はニュース川だった。この境界の中で2本の主要道路がキングジョージとクイーンシャーロットと名付けられた。それらは今日でもキング通りとクイーン通りとして残っている。その他の通りはドブス知事（後にインデペンデント通りと改名された）やコミッショナーの名前が付けられた。
1791年12月、州議会でドブス郡を廃し、レノア郡とグラスゴー郡（現グリーン郡）を形成する法が成立した。同時にキンストンがレノア郡の郡庁所在地に指定された。
この時代を通じてキンストンは未編入の町だったが、1849年1月の議会法によって法人化された。それに続いて人口が急増した。1850年推計人口は455人だったが、その10年後には倍以上、1,000人を超えていた。

### 南北戦争
南北戦争が始まった頃、市の近くに訓練キャンプとしてキャンプ・キャンベルとキャンプ・ジョンストンが造られた。クイーン通りにあったパン屋は大量に堅パンを生産する施設に転換された。市内には軍隊用の靴を生産する工場もあった。1862年12月14日、市内と周辺でキンストンの戦いが起こった。
1865年3月7日から10日、ワイズフォークの戦い、別名サウスウェストクリークの戦いも、市のすぐ近くで起きた。南軍の衝角艦CSSニュースが北軍からの捕獲を免れるために自沈させられたのもこの戦闘のときだった。この船の残骸が引き上げられ、ウェストバーノン・アベニュー沿い、リチャード・キャズウェル公園に展示されている。中心街のクイーン通りに温度と湿度を制御できる博物館が建設され、船の残骸がそれ以上壊れるのを避けるためにそこに収められた。最初に置かれた場所（キャッツホールと呼ばれる）近くには、同じ大きさの複製品（ラム・ニュース II）が建造された。ニュース川の岸に隣接し、ヘリテージ通りに沿っている。この戦闘の後、北軍がキンストン市を占領した。
レコンストラクション時代を通じて、北軍が地域に駐屯していた。

### レコンストラクション後の時代
戦争とレコンストラクションの厳しい時代があったにも拘わらず、市の人口は増え続けた。1870年までに人口は1,100人になっており、その後の10年間に1,700人以上に増えた。
19世紀後半、新しい産業が生まれた。中でも馬に曳かせる馬車の製造が著名だった。キンストンはタバコと綿花の交易拠点にもなった。20世紀が始まるまでに、キンストンの倉庫では毎年500万ポンド (2,260 トン) 以上のタバコが売買された。人口と産業の成長と共に、土地の価格も上昇した。20年間で価格が5倍になった土地もあった。

### 20世紀
ノースカロライナの実業家がその生産品の加工に投資したので、製材や綿糸製造など新しい産業が生まれた。マイナーリーグ野球という形でプロスポーツが導入された。その後、デュポン社がポリエステル繊維を製造する工場と、薬品を生産する工場を建設したことで、新たな成長があった。1960年代以降は成長が鈍化し、繊維産業は海外に移転された。様々な手段によって経済を再活性化させる試みが行われたが、あまり成功しなかった。
1996年と1999年に起きた洪水の影響は大きかった。1996年9月5日、ハリケーン・フランがノースカロライナ州を襲い、地域には16インチ (406 mm) の雨を降らした。ニュース川が溢れ、市の一部を水浸しにした。1999年9月16日、ハリケーン・フロイドが地域を襲い、17インチ (430 mm) の雨を降らせた。地元民が「世紀の洪水」と呼んだものを生じさせた。
キンストン市のアメリカ合衆国国家歴史登録財としては、次のものがある。
| - アメリカン・タバコ社倉庫 - アトランティック・アンド・ノースカロライナ鉄道貨物駅 - バプテスト牧師館 - ロバート・L・ブラロック邸 - B・W・キャナディ邸 - CSSニュース - ヒル・グレンジャー歴史地区 - ホテル・キンストン - ジェシー・ジャクソン邸 | - ケネディ記念邸宅歴史地区 - キンストン・アパートメント - キンストン・バプテスト・ホワイトロック長老派教会 - キンストン戦場跡 - キンストン商業歴史地区 - キンストン消防署・市役所 - レノア郡庁舎 - ミッチェルタウン歴史地区 - ピーブルズ邸 | - 人民銀行ビル - クイーン・ゴードン通り歴史地区 - スタンダード・ドラッグNo. 2（商業ビル） - サムレル・アンド・マッコイ・ビル - トリアノン歴史地区 - タル・ワース・ホランド農園 - デンプシー・ウッド邸 |

## 人口動態
以下は2000年国勢調査による人口統計データである。
| 基礎データ - 人口: 23,688 人 - 世帯数: 9,829 世帯 - 家族数: 6,074 家族 - 人口密度: 546.7人/km2（1,415.7 人/mi2） - 住居数: 11,229 軒 - 住居密度: 259.1軒/km2（671.1 軒/mi2） 人種別人口構成 - 白人: 35.27% - アフリカン・アメリカン: 62.64% 年齢別人口構成 - 18歳未満: 24.4% - 18-24歳: 7.3% - 25-44歳: 24.9% - 45-64歳: 24.5% - 65歳以上: 18.9% - 年齢の中央値: 41歳 - 性比（女性100人あたり男性の人口） - 総人口: 81.8 - 18歳以上: 74.6 | 収入と家計 - 収入の中央値 - 世帯: 26,630米ドル - 家族: 35,867米ドル - 性別 - 男性: 28,688米ドル - 女性: 21,442米ドル - 人口1人あたり収入: 17,779米ドル - 貧困線以下 - 対人口: 23.0% - 対家族数: 19.7% - 18歳未満: 32.0% - 65歳以上: 18.9% |

## 宗教
ノースカロライナ州の多くの町と同様にキンストンは圧倒的にプロテスタントが多い。バプテスト、メソジストなど福音主義会派が多い。米国聖公会、長老派教会、ディサイプルス派もそこそこの比率を占めている。
近年はヒスパニック系移民が入って来ており、ローマ・カトリック教会員の数も着実に増加している。アメリカ合衆国北東部からもカトリック教徒の移住者が来ており、ノースカロライナ・グローバル・トランスパークや近くにあるグリーンビルで働いている。
キンストンの過去にはかなりの数のユダヤ人集団が住んでいた。南部の田園地帯にあるユダヤ人社会と同様に、その社会は衰退していった。市内唯一のシナゴーグであるテンプル・イスラエルには会員が20人いるだけであり、ラビは居ない。

## 教育

### 公立カレッジ
- レノア・コミュニティカレッジ

### 私立カレッジ
- ユナイテッド・アメリカン・フリーウィル・バプテスト・バイブル・カレッジ

### 公立学校
- キンストン高校
- レノア郡アーリーカレッジ
- ノースレノア高校
- サウスレノア高校
- コンテントニー・サバンナ学校
- キンストン・チャーター・アカデミー
- チルドレンズ・ビレッジ・アカデミー
- ロシェル中学校
- ウッディントン中学校
- E・B・フリンク中学校
- バンクス小学校
- ノースウェスト小学校
- モスヒル小学校
- サウスイースト小学校
- サウスウッド小学校
- ノースイースト小学校
- ラグランジェ小学校
- ピンクヒル小学校

### 私立学校
- アレンデル・パロット・アカデミー、非会派私立学校、幼稚園から12年生
- ベセル・クリスチャン・アカデミー、キリスト教系私立学校、幼稚園から12年生

## 文化
ノースカロライナ州アーカイブ省への地域アクセスであるヘリテージ・プレースは、レノア・コミュニティカレッジの図書館後ろにある。そこには地元と地域の家族史、地元、州、国の歴史に関する多くの書籍、新聞など多くの収集品を収めている。開館時間に土曜日や夕方の時間帯を含めるような企画を立案中である。
ニュース地域図書館システムの本部がキンストンにあり、市内、ラグランジェ、ピンクヒルおよびグリーン郡、ジョーンズ郡の支所も運営している。
アメリカ合衆国国家歴史登録財に指定されているCSSニュースは、南軍の装甲艦の艦体の残骸であり、キャズウェル記念博物館に収められている。その歴史を詳述するビデオを見ることもできる。レノア郡南軍記念碑、キャズウェル家墓地、レノア郡朝鮮戦争とベトナム戦争記念碑が同じ場所にある。また南北戦争の道標識も立っている。
文化遺産博物館は、キンストン、レノア郡、および東ノースカロライナ州の経済発展の触媒となるべく、2000年冬にサウスクイーン通りに組織された。多くの分野におけるアフリカ系アメリカ人の貢献を認識するために文化遺産観光プロジェクトが創設された。南北戦争で北軍のために戦ったアメリカ合衆国有色人部隊の20万人の黒人兵と7,000人の白人士官に感謝の意を捧げている。その他全ての戦争の黒人退役兵、カール・ロングとニグロリーグの選手たち、地元の英雄、アフリカと黒人の歴史全体の栄誉も讃えている。文化遺産博物館は就職機会を生み、経済発展の機会促進を意図している。
キンストンで最も著名かつ美しい施設の1つがグレンジャーヒル芸能センターである。この歴史的な殿堂は改修を加えられ、全国や地元の演劇集団とその公演を受け入れている。
市内には著名なレストランや繁盛している地ビール醸造所もある。レノア・コミュニティカレッジに近いアメリカ国道70号線沿いにキングス・バーベキューがある。昔から地元民や海岸に移動する旅人に人気がある。シェフ・アンド・ザ・ファーマーのレストランは、ノースカロライナ州のレストランとは異なり、信じがたいほどの新鮮な食品と雰囲気が売りである。テレビのリアリティ番組の「シェフの生活」がこのレストランとオーナーであるビビアン・ハワードとベン・ナイトを取り上げた。ステーキハウスのザ・バーン（元はビーフ・バーン）とザ・バロン・アンド・ザ・ビーフはどちらも定評あるレストランであり、地元の食材と肉を活かし、継続可能な農業を支援している。2008年夏に設立されたマザー・アース・ブルーイングも継続可能な農業を支援し、地元食材を提供している。
日刊紙の「キンストン・フリー・プレス」は1882年から市内で発行されている。

## スポーツとレクリエーション

### スポーツ
グレンジャー・スタジアムは、マイナーリーグ野球チームのキンストン・インディアンスが本拠地にしていた。また青年やカレッジレベルの野球大会が開催されている。キンストンは1908年以来プロ野球チームの本拠地となっており、アメリカ野球殿堂入りしたリック・フェレルや、ワールドシリーズ最優秀選手にもなったマニー・ラミレスが出身者である。
キンストンのドラッグ・ストリップでは年間を通じて様々なモータースポーツの行事が開催されている。市内にはゴルフ場が3か所ある。すなわち、キンストン・カントリークラブ、フォーリングクリーク・カントリークラブ、およびビル・フェイ・パーク・パー3・ゴルフコースである。バーネット公園にはキンストン・ディスクゴルフがある。フェアフィールド公園にはスプレイグラウンドがある。「ギャラクシー・オブ・スポーツ」は、ボウリング場、スケートリンク、ヘルスクラブのあるレクリエーション施設である。2012年時点で、ウッドメン・オブ・ザ・ワールドがウッドメン・オブ・ザ・ワールド・コミュニティセンターを建設し、ウォータースライドが3つ、オリンピックができる水泳プール、会社のレセプションエリアと会議室数か所、さらに4分の1マイル (400 m) の高架トラックとスポーツコート数面がある。
1956年、キンストンはビリヤードでは稀なパーフェクトゲームが出た場所である。ウィリー・マスコーニがジミー・ムーアと対戦したときに、1イニングで150球を連続して沈めた。

### 公園とレクリエーション
市内には以下の公園がある
- ニュースウェイ自然公園、キャンプ場、集会施設
- ピアソン公園
- ビル・フェイ記念公園 - パー3・ゴルフコース
- エマ・ウェブ公園
- フェアフィールド公園 - スプレイグラウンド
- ハロウェイ公園
- ラビット・ハインズ公園
- サウスイースト公園
- バーネット公園 - キンストン・ディスクゴルフ
- ライオンズ・アドベンチャー・ウォーターパーク

## 交通

### 旅客
- 空路: キンストン地域ジェットポート（空港コード: ISO|KISO）がある。フレデリックスバーグ出身のビル・ハレルソンが2014年12月から2015年1月に、自製のランケアN6ZQで、両極経由地球一周の飛行でギネスに載る世界記録を出した。このときの発着点がキンストン地域空港だった。ローリー・ダーラム国際空港が最寄りの主要空港であり、45以上の国内、海外の空港と結ばれている。
- 州間高速道路95号線がキンストンから最寄りの州間高速道路である。
- キンストンは旅客列車が通っていない。アムトラックの最寄り駅はウィルソンにある。
- グレイハウンドの都市間輸送バスがキンストンで停車する。

### 道路
- 市内を通る主要高規格道路は、アメリカ国道70号線があり、ノースカロライナ州の海岸と州間高速道路95号線へのアクセル道路になっている。
- その他高規格道路は、国道258号線、ノースカロライナ州道11号線、同58号線、同55号線、同148号線がある。

## 著名な出身者
- カーター・キャップス、マウント・オリーブ大学で全米野球選抜チームの選手、メジャーリーグベースボール選手、マイアミ・マーリンズ
- クイントン・コプルズ、NFLアメリカンフットボール選手、ニューヨーク・ジェッツ
- クリス・ハッチャー、メジャーリーグベースボール選手、マイアミ・マーリンズ
- セドリック・"コーンブレッド"・マックスウェル、NBAバスケットボール選手、ボストン・セルティックス
- リチャード・マッコイ、ハイジャッカー、1972年にユナイテッド航空の旅客機をハイジャックした
- メイシオ・パーカー、ミュージシャン、サックス奏者
- ジェイミー・プレスリー、女優、モデル
- ジェリー・スタックハウス、NBAバスケットボール選手、フィラデルフィア・76ers他
- ブランドン・イングラム、NBAバスケットボール選手、ニューオーリンズ・ペリカンズ他